# 1063
Évszázadok: 10. század – 11. század – 12. század
Évtizedek: 1010-es évek – 1020-as évek – 1030-as évek – 1040-es évek – 1050-es évek – 1060-as évek – 1070-es évek – 1080-as évek – 1090-es évek – 1100-as évek – 1110-es évek
Évek: 1058 – 1059 – 1060 – 1061 –  1062 – 1063 – 1064 – 1065 – 1066 – 1067 – 1068

## Események

### Határozott dátumú események
- május 8. – I. Sancho aragóniai király trónra lépése. (Sancho 1094-ig uralkodik.)

### Határozatlan dátumú események
- augusztus – I. Béla követeket küld Németországba, de visszautasítják ajánlatait. Német sereg tör be az országba és elfoglalja Moson várát.[1]
- az év folyamán –
  - Jing-cung kínai császár trónra lépése.
  - Az olmützi püspökség alapítása.
- év vége –
  - Dömösi palotájában váratlanul meghal I. Béla király, akit a trónon I. András fia, Salamon követi,[2] miután Béla már korábban elismerte utódjának. Visszatérnek a hatalomba a Salamon-párt korábban elüldözött hívei, erre Béla fiai – Géza, László és Lampert – látva a veszélyt, összevonják seregeiket és megindulnak a Duna felé. A hercegek kezére kerül csaknem az egész ország, Salamon Moson várába zárkózik.[1]
  - I. Bélát a Megváltónak szentelt szekszárdi bencés monostorban temetik el, amelyet ő alapított 1061-ben.[3]

## Halálozások
- május 8. – I. Ramiro aragóniai király
- Adelaide Havoise, II. Róbert francia király lánya
- Togril bég, a szeldzsuk törökök vezére
- Jen-cung kínai császár
- Gruffydd Llywelyn walesi herceg
- az év végén – I. Béla magyar király (* 1016 körül)